# ダヴィド・フォン・バルモース
ダヴィド・フォン・バルモース（David von Ballmoos、1994年12月30日 - ）は、スイス・ハイミスヴィル出身のサッカー選手。BSCヤングボーイズ所属。ポジションはGK。

## クラブ経歴
2007年からBSCヤングボーイズの下部組織で指導を受け、トップチームデビュー前の2015-16シーズンから2シーズン続けてチャレンジリーグのFCヴィンタートゥールにレンタル移籍をした。2017年には、2016年度のリーグベストイレブンにも選出されるなど、レギュラーとして活躍した。
ヤングボーイズへレンタルバック後の2017年7月22日、FCバーゼルとのリーグ戦でトップチームデビューを果たした。

## 代表経歴
2014年の1年間のみU-20スイス代表でプレーし、2試合に出場した。
2018年10月、UEFAネーションズリーグに臨むスイス代表から初招集されたが、出場機会は訪れなかった。

## タイトル

### クラブ
BSCヤングボーイズ
- スーパーリーグ : 4回 (2017-18, 2018-19, 2019-20, 2020-21)
- スイス・カップ : 1回 (2020)

### 個人
- チャレンジリーグ年間ベストイレブン : 1回 (2017)